# Máriás
A máriás egy magyar kártyával játszható kártyajáték. Egyszerre két játékos játszhatja. A célja, hogy több pontot gyűjtsünk, mint az ellenfél.

A máriás (talonmáriás) nevű játékból alakult ki az ulti.

## A máriás eredete
A játék neve a francia mariage szóból ered, ami magyarul házasságot jelent.
A játékban ugyanis a legtöbb pontot érő figura az egy kézben lévő felső és a király együtt egy színből.
 A figura értéke 20 pont, kivéve az először bemondottat, mert az 40-et ér, onnantól az a szín lesz az adu. Így lehetséges, hogy csak 2-3 kör után lesz adu.

## A játék menete
Mindkét játékosnak kiosztanak 5-5 lapot, az első hív egy kártyát. A kártyalapok erősségi sorrendje: Ász, 10, király, felső, alsó, 9, 8, 7. Az aduszín üti az összes többi lapot, de az erősségi sorrend ott sem változik. A másik ezt ütheti, ha van abból a színből annál magasabb lapja, vagy aduja. Kötelező színre színt tenni, és ütni ha lehetséges. Az ütést hazavivő játékos hívhat a következő körben. Minden ütés után a játékosok egy-egy új kártyát húznak a talonból. Akinél kézben lesz egy színből a felső-király, és vitt már haza legalább egy ászt vagy tízest, az 20, illetve 40 bemondással jelezheti lapjait és megkapja érte a pontot.

## Elszámolás
Amikor már elfogytak a kártyák, a játékosok összeszámolják a pontjaikat. A bemondott 20, 40 mellé az ászok és 10-es is tíz-tíz pontot számítanak.

Akinek több pontja van, az nyerte a játékot.